# Tadeusz Niemirycz
Tadeusz Niemirycz herbu Klamry – podkomorzy owrucki w latach 1786–1793, stolnik kijowski w latach 1785–1786, podstoli kijowski w latach 1766–1785.
Był komisarzem Sejmu Czteroletniego z powiatu owruckiego województwa kijowskiego do szacowania intrat dóbr ziemskich w 1789 roku.